# Região Geográfica Imediata de Rio Bonito
A Região Geográfica Imediata de Rio Bonito é uma das quinze regiões imediatas do estado brasileiro do Rio de Janeiro, uma das três regiões imediatas que compõem a Região Geográfica Intermediária do Rio de Janeiro e uma das 509 regiões imediatas no Brasil, criadas pelo IBGE em 2017. É composta de 3 municípios.
É composta por três municípios, tendo uma população estimada pelo IBGE para 1.º de julho de 2019, de 140 912 habitantes e uma área total de 2 351,97 km².
A cidade-sede Rio Bonito é a mais populosa da região.

## Municípios
Fonte: IBGE – Cidades
| Município            | População Estimativa 2019 | Área (km²) |
| -------------------- | ------------------------- | ---------- |
| Cachoeiras de Macacu | 58 937                    | 954,75     |
| Rio Bonito           | 60 201                    | 459,46     |
| Silva Jardim         | 21 774                    | 937,76     |
| Total                | 140 912                   | 2 351,97   |